# Ubi sunt
Die Frage Ubi sunt, "Wo sind sie (geblieben)?", vollständiger Ubi sunt qui ante nos in mundo fuere?, "Wo sind sie (geblieben), die vor uns auf der Welt waren?", ist ein formelhaft wiederkehrender Topos in der Predigt und Dichtung des  Mittelalters, der dazu dient, dem Leser oder Hörer an Beispielen vergangener Macht oder Schönheit die Vergänglichkeit alles Irdischen in Erinnerung zu rufen und ihn auf das Jenseits als die Bestimmung des Menschen zu verweisen, der sich zuweilen aber auch mit nostalgischer Verklärung der Vergangenheit und zeitkritischer Klage über die Gegenwart verbindet.
Der Topos, der ähnlich auch in der islamischen Tradition verbreitet ist, stellt im christlichen Mittelalter eine Variante des jüdisch-christlichen Vanitas-Motives dar und findet sich bereits im Buch Baruch vorgebildet (Bar 3,16-19):
| Lateinischer Bibeltext der Vulgata: | Wörtlich aus der Vulgata übersetzt: |
| --- | --- |
| ubi sunt principes gentium et qui dominantur super bestias quae sunt super terram                                                                                           | Wo sind die Gebieter der Völker, die selbst die Tiere der Erde beherrschen;                                                                                                   |
| qui in avibus caeli inludunt | die mit den Vögeln des Himmels spielen |
| qui argentum thesaurizant et aurum in quo confidebant homines et non est finis adquisitionis eorum qui argentum fabricant et solliciti sunt nec est inventio operum illorum | die Silber zu Schätzen häufen und Gold, auf welches die Menschen vertrauten; die das Silber schmieden und um Hilfe angerufen wurden; und doch wird ihr Werk nirgends gefunden |
| exterminati sunt et ad inferos descenderunt et alii loco eorum exsurrexerunt                                                                                                | ausgelöscht sind sie und in die Unterwelt hinabgestiegen, und andere sind an ihrer Stelle emporgekommen                                                                       |

Das Motiv wurde im Mittelalter zunächst im Bereich der Predigt zu einem Gemeinplatz ausgebildet und dann vielfach in die mittellateinische und die volkssprachliche Dichtung übernommen. Auch in der Frühen Neuzeit, insbesondere in den Vanitas-Klagen der Barockdichtung, blieb es noch lebendig. Bekanntestes mittelalterliches Beispiel ist die später so genannte Ballade des dames du temps jadis ("Ballade von den Damen vergangener Zeiten") aus dem Testament (1462) des Dichters François Villon, die dort zusammen mit zwei gleichartigen Balladen auf große Männer der Vergangenheit eine Trias bildet (Test. 329-412) und durch ihren am Schluss jeder Strophe wiederkehrenden Refrain Mais ou sont les neiges d'antan ("Doch wo ist der Schnee vom vergangenen Jahr?") eine bis heute gebräuchliche sprichwörtliche Redensart geprägt hat. Weitere Beispiele finden sich in Studentenliedern, so bereits in frühen Fassungen von Gaudeamus igitur seit dem 13. Jahrhundert wie bei O alte Burschenherrlichkeit und dessen unterschiedlichen Versionen und Parodien.
In neuerer Zeit verwendete etwa Pete Seeger in seinem (Ende der 1950er entstandenen) Antikriegssong Sag mir, wo die Blumen sind ein solches Motiv, der es seinerseits aus dem Roman Der stille Don von Michail Scholochow entlehnt, wo es in Form eines Zitats aus einem ukrainischen Volkslied auftaucht.